# Loïc Bessilé
Loïc Bessilé (Tolosa, 19 febbraio 1999) è un calciatore francese naturalizzato togolese, difensore dell'AS Trenčín e della nazionale togolese.

## Caratteristiche tecniche
È un difensore centrale.

## Carriera

### Club
Cresciuto nel settore giovanile del Tolosa, ha giocato 73 partite con la squadra riserve dal 2016 al 2019 prima di passare al Bordeaux, con cui firma il primo contratto professionistico.
Il 31 agosto 2021 viene acquistato dal Charleroi.

### Nazionale
Ha giocato nelle nazionali giovanili francesi Under-16, Under-17 ed Under-18; successivamente ha scelto di rappresentare il Togo, altro Paese di cui ha la cittadinanza.
Il 12 ottobre 2020 ha debuttato con la nazionale maggiore giocando l'amichevole pareggiata 1-1 contro il Sudan.

## Statistiche
Statistiche aggiornate al 9 febbraio 2025.

### Presenze e reti nei club
| Stagione          | Squadra           | Campionato        | Campionato | Campionato | Coppe nazionali | Coppe nazionali | Coppe nazionali | Coppe continentali | Coppe continentali | Coppe continentali | Altre coppe | Altre coppe | Altre coppe | Totale | Totale | Totale |
| Stagione          | Squadra           | Comp              | Pres       | Reti       | Comp            | Pres            | Reti            | Comp               | Pres               | Reti               | Comp        | Pres        | Reti        | Pres   | Reti   |        |
| ----------------- | ----------------- | ----------------- | ---------- | ---------- | --------------- | --------------- | --------------- | ------------------ | ------------------ | ------------------ | ----------- | ----------- | ----------- | ------ | ------ | ------ |
| 2015-2016         | Tolosa 2          | CFA2              | 2          | 0          | -               | -               | -               | -                  | -                  | -                  | -           | -           | -           | 2      | 0      |        |
| 2016-2017         | Tolosa 2          | CFA2              | 16         | 0          | -               | -               | -               | -                  | -                  | -                  | -           | -           | -           | 16     | 0      |        |
| 2017-2018         | Tolosa 2          | N3                | 15         | 1          | -               | -               | -               | -                  | -                  | -                  | -           | -           | -           | 15     | 1      |        |
| 2018-2019         | Tolosa 2          | N3                | 20         | 0          | -               | -               | -               | -                  | -                  | -                  | -           | -           | -           | 20     | 0      |        |
| Totale Tolosa 2   | Totale Tolosa 2   | Totale Tolosa 2   | 53         | 1          |                 | -               | -               |                    | -                  | -                  |             | -           | -           | 53     | 1      |        |
| 2019-2020         | Bordeaux 2        | N3                | 18         | 0          | -               | -               | -               | -                  | -                  | -                  | -           | -           | -           | 18     | 0      |        |
| 2020-2021         | Bordeaux 2        | N3                | 2          | 0          | -               | -               | -               | -                  | -                  | -                  | -           | -           | -           | 2      | 0      |        |
| Totale Bordeaux 2 | Totale Bordeaux 2 | Totale Bordeaux 2 | 20         | 0          |                 | -               | -               |                    | -                  | -                  |             | -           | -           | 20     | 1      |        |
| 2020-2021         | Bordeaux          | L1                | 1          | 0          | CF              | 1               | 0               | -                  | -                  | -                  | -           | -           | -           | 2      | 0      |        |
| 2021-2022         | Charleroi         | D1                | 21         | 2          | CB              | 1               | 0               | -                  | -                  | -                  | -           | -           | -           | 22     | 2      |        |
| 2022-gen. 2023    | Charleroi         | D1                | 12         | 1          | CB              | 1               | 0               | -                  | -                  | -                  | -           | -           | -           | 13     | 1      |        |
| feb.-giu. 2023    | Eupen             | D1                | 8          | 0          | CB              | -               | -               | -                  | -                  | -                  | -           | -           | -           | 8      | 0      |        |
| 2023-gen. 2024    | Charleroi         | D1                | 0          | 0          | CB              | 0               | 0               | -                  | -                  | -                  | -           | -           | -           | 0      | 0      |        |
| Totale Charleroi  | Totale Charleroi  | Totale Charleroi  | 33         | 3          |                 | 2               | 0               |                    | -                  | -                  |             | -           | -           | 35     | 3      |        |
| gen.-giu. 2024    | Dunkerque         | L2                | 4          | 0          | CF              | 1               | 0               | -                  | -                  | -                  | -           | -           | -           | 5      | 0      |        |
| 2024-gen. 2025    | Dunkerque         | L2                | 1          | 0          | CF              | 1               | 0               | -                  | -                  | -                  | -           | -           | -           | 2      | 0      |        |
| Totale Dunkerque  | Totale Dunkerque  | Totale Dunkerque  | 5          | 0          |                 | 2               | 0               |                    | -                  | -                  |             | -           | -           | 7      | 0      |        |
| 2024-2025         | AS Trenčín        | SL                | 1          | 0          | CS              | -               | -               | -                  | -                  | -                  | -           | -           | -           | 1      | 0      |        |
| Totale carriera   | Totale carriera   | Totale carriera   | 121        | 4          |                 | 5               | 0               |                    | -                  | -                  |             | -           | -           | 126    | 4      |        |

### Cronologia presenze e reti in nazionale
| Cronologia completa delle presenze e delle reti in nazionale ― Togo | Cronologia completa delle presenze e delle reti in nazionale ― Togo | Cronologia completa delle presenze e delle reti in nazionale ― Togo | Cronologia completa delle presenze e delle reti in nazionale ― Togo | Cronologia completa delle presenze e delle reti in nazionale ― Togo | Cronologia completa delle presenze e delle reti in nazionale ― Togo | Cronologia completa delle presenze e delle reti in nazionale ― Togo | Cronologia completa delle presenze e delle reti in nazionale ― Togo |
| Data                                                                | Città                                                               | In casa                                                             | Risultato                                                           | Ospiti                                                              | Competizione                                                        | Reti                                                                | Note                                                                |
| ------------------------------------------------------------------- | ------------------------------------------------------------------- | ------------------------------------------------------------------- | ------------------------------------------------------------------- | ------------------------------------------------------------------- | ------------------------------------------------------------------- | ------------------------------------------------------------------- | ------------------------------------------------------------------- |
| 12-10-2020                                                          | Tunisi                                                              | Togo                                                                | 1 – 1                                                               | Sudan                                                               | Amichevole                                                          | -                                                                   | 46’                                                                 |
| 17-11-2020                                                          | Lomé                                                                | Togo                                                                | 1 – 3                                                               | Egitto                                                              | Qual. Coppa d'Africa 2021                                           | -                                                                   |                                                                     |
| 8-6-2021                                                            | Manavgat                                                            | Gambia                                                              | 1 – 0                                                               | Togo                                                                | Amichevole                                                          | -                                                                   |                                                                     |
| 24-3-2022                                                           | Adalia                                                              | Togo                                                                | 3 – 0                                                               | Sierra Leone                                                        | Amichevole                                                          | -                                                                   | 79’                                                                 |
| 24-9-2022                                                           | Rouen                                                               | Costa d'Avorio                                                      | 2 – 1                                                               | Togo                                                                | Amichevole                                                          | -                                                                   | 81’                                                                 |
| 27-9-2022                                                           | Casablanca                                                          | Guinea Equatoriale                                                  | 2 – 2                                                               | Togo                                                                | Amichevole                                                          | -                                                                   |                                                                     |
| 24-3-2023                                                           | Marrakech                                                           | Burkina Faso                                                        | 1 – 0                                                               | Togo                                                                | Qual. Coppa d'Africa 2023                                           | -                                                                   |                                                                     |
| 28-3-2023                                                           | Lomé                                                                | Togo                                                                | 1 – 1                                                               | Burkina Faso                                                        | Qual. Coppa d'Africa 2023                                           | -                                                                   |                                                                     |
| 14-6-2023                                                           | Johannesburg                                                        | Togo                                                                | 2 – 0                                                               | Lesotho                                                             | Amichevole                                                          | -                                                                   |                                                                     |
| 18-6-2023                                                           | Mbombela                                                            | eSwatini                                                            | 0 – 1                                                               | Togo                                                                | Qual. Coppa d'Africa 2023                                           | -                                                                   |                                                                     |
| 10-9-2023                                                           | Lomé                                                                | Togo                                                                | 3 – 2                                                               | Capo Verde                                                          | Qual. Coppa d'Africa 2023                                           | -                                                                   |                                                                     |
| 16-11-2023                                                          | Bengasi                                                             | Sudan                                                               | 1 – 1                                                               | Togo                                                                | Qual. Mondiali 2026                                                 | -                                                                   |                                                                     |
| 21-11-2023                                                          | Lomé                                                                | Togo                                                                | 0 – 0                                                               | Senegal                                                             | Qual. Mondiali 2026                                                 | -                                                                   |                                                                     |
| 22-3-2024                                                           | Mohammedia                                                          | Niger                                                               | 1 – 2                                                               | Togo                                                                | Amichevole                                                          | -                                                                   | 76’                                                                 |
| 26-3-2024                                                           | Casablanca                                                          | Libia                                                               | 1 – 1                                                               | Togo                                                                | Amichevole                                                          | -                                                                   |                                                                     |
| 5-6-2024                                                            | Lomé                                                                | Togo                                                                | 1 – 1                                                               | Sudan del Sud                                                       | Qual. Mondiali 2026                                                 | -                                                                   | 16’                                                                 |
| 9-9-2024                                                            | Malabo                                                              | Guinea Equatoriale                                                  | 2 – 2                                                               | Togo                                                                | Qual. Coppa d'Africa 2025                                           | -                                                                   |                                                                     |
| Totale                                                              |                                                                     | Presenze                                                            | 17                                                                  |                                                                     | Reti                                                                | 0                                                                   |                                                                     |